# Черногоров, Павел Васильевич
Па́вел Васи́льевич Черного́ров (24 июня (7 июля) 1908, Егорьевское Кашинского уезда Тверской губернии Российской империи (ныне деревня в Кашинском районе Тверской области, Россия — 30 декабря 1982, Челябинск, Челябинская область, СССР) — советский учёный, инженер-металлург, организатор производства, профессор (1957), педагог, проректор ЧПИ по научной работе (1958—1964).

## Биография
Родился в 1908 году в деревне Егорьевское Кашинского уезда Тверской губернии Российской империи (ныне деревня в Кашинском районе Тверской области, Россия) в семье рабочего. Позднее семья переезжает в Ленинград, и в 1925 году он устраивается на работу на ленинградский завод «Электроаппарат» рабочим-модельщиком.
Поступает в Ленинградский политехнический институт и заканчивает его в 1935 году, после чего устраивается работать на Сталинградский тракторный завод сначала старшим технологом, затем главным металлургом. С 1936 года параллельно основной работе читал спецкурсы литейного производства. С 1942 по 1951 год — руководитель отдела главного металлурга Омского завода № 174 (ныне Омсктрансмаш).
В 1951—1953 годах — главный металлург ЧТЗ. В 1953—1956 годах работает на Челябинском заводе транспортного машиностроения (завод № 200) главным инженером, параллельно с 1955 года преподаёт в Челябинском политехническом институте (ЧПИ).
В 1956—1981 годах — организатор и руководитель кафедры литейного производства. С 1957 года — профессор. В 1958—1964 годах — проректор ЧПИ по научной работе.

## Научная деятельность
Основатель южно-уральской научной школы литейщиков. Специалист по производству бронелистов.
Научный руководитель 23 кандидатов наук и одного доктора наук. Опубликовал более 120 научных работ.

## Признание и награды[2]
- Заслуженный машиностроитель РСФСР (1979);
- два ордена Трудового Красного Знамени;
- два ордена «Знак Почёта» (1943, 1967);
- Орден Красной Звезды (1945);
- Медаль «За оборону Сталинграда» (1943)[1]
- медали;
- Почётный знак Минвуза СССР «За отличные успехи в работе».

## Семья
Сын Евгений Черногоров — кандидат технических наук, доцент кафедры «Техническая механика» Политехнического института ЮУрГУ. Две дочери — Галина, доцент, кандидат филологических наук, заведовала кафедрой французского языка Челябинского педагогического института, Ольга, кандидат технических наук, ФГБУН ИМЕТ РАН, ведущий научный сотрудник Лаборатории конструкционных сталей и сплавов.